# 粟生こずえ
粟生 こずえ（あおう こずえ、1968年 - ）は、日本のフリーライター、編集者、作家、ミュージシャン。東京都出身。

## 略歴
マンガ・教育関連の分野で執筆・編集活動を行うほか、バンド「我々」「悲鳴」「神の国へようこそ!!」でベース＆作曲を担当し、都内ライブハウスを中心に活動している。
年度版となった宝島社「このマンガがすごい!」にライター・編集として黎明期から参加。
マインドウェイブの文具キャラクター「一期一会」のメディア展開として出版されている「一期一会」シリーズ（小学生文庫）の編集も担当している。

## 主な著書

### 学習書
ハウツー本
- 必ず書ける あなうめ読書感想文（青木伸生監修、学習研究社　2007年　ISBN 978-4052028823)

学習漫画
- みんなでめざそう循環型社会
  - 3 マンガでわかる環境問題 安心できる食料を求めて（高月紘監修、学研プラス、2009年、ISBN 978-4055005722）※原作
  - 4 マンガでわかる環境問題 限りある資源を大切に（高月紘監修、学研プラス、2009年、ISBN 978-4055005739）※原作
- マンガとレシピでHAPPYクッキング
  - 1 はじめてのおうちごはん（脇雅世監修、学研教育出版、2015年、ISBN 978-4055011020）※原作
  - 2 はじめてのおべんとう（脇雅世監修、学研教育出版、2015年、ISBN 978-4055011037）※原作
  - 3 はじめてのパーティーメニュー（大森いく子監修、学研教育出版、2015年、ISBN 978-4055011044）※原作
  - 4 はじめてのギフトスイーツ（大森いく子監修、学研教育出版、2015年、ISBN 978-4-055011051）※原作
  - 5 はじめての行事メニュー（ダンノマリコ監修、学研教育出版、2015年、ISBN 978-4055011068）※原作
  - 6 はじめてのお店風メニュー（ダンノマリコ監修、学研教育出版、2015年、ISBN 978-4055011075）※原作

解説書
- なぜ?どうして? 科学なぞとき物語（大山光晴総合監修、学習研究社、2011年、ISBN 978-4052034107）
- 封印された博士ノート
  - 1 呪いのゾンビ（ロバート・カラン著、学研教育出版、2015年、ISBN 978-4052041259）※翻訳
  - 2 伝説のヴァンパイア（ロバート・カラン著、学研教育出版、2015年、ISBN 978-4052041242）※翻訳
  - 3 恐怖のオオカミ男（ロバート・カラン著、学研教育出版、2015年、ISBN 978-4052041266）※翻訳

図鑑
- そんなわけで国旗つくっちゃいました! 図鑑（吹浦忠正監修、主婦の友社、2020年、ISBN 978-4074397822）

### 小説
ノベライズ
- 一期一会 スキだから。（学研マーケティング、2007年、ISBN 978-4052029561）
- 一期一会 伝えたいコト。（学研マーケティング、2007年、ISBN 978-4052029578）
- 一期一会 信じるキモチ。（学研マーケティング、2008年、ISBN 978-4052030444）
- 一期一会 運命ってヤツ。（学研マーケティング、2008年、ISBN 978-4052030925）
- 一期一会 ちょっとの勇気。（学研マーケティング、2009年、ISBN 978-4052031014）
- 一期一会 一生の友だち。（学研マーケティング、2009年、ISBN 978-4052031021）
- 放課後のプレアデス 放課後だけの魔法使い！ すばるとなぞの少年（学研教育出版、2015年、ISBN 978-4052041884）
- 放課後のプレアデス 放課後だけの魔法使い！ すばるとカケラの秘密（学研教育出版、2015年、ISBN 978-4052042232）

オリジナル
- ストロベリーデイズ 初恋〜トキメキの瞬間〜（主婦の友社、2019年、ISBN 978-4074358670）
- ストロベリーデイズ 友情〜くもりのち晴れ〜（主婦の友社、2019年、ISBN 978-4074358731）
- トリッククラブ キミは18の錯覚にだまされる!（集英社、2019年、ISBN 978-4083215353）
- かくされた意味に気がつけるか? 3分間ミステリー 真実はそこにある（ポプラ社、2019年、ISBN 978-4591164525）

アンソロジー寄稿
- 「死神の春」 - 名作転生 悪役リメンバーに収録（学研プラス、2017年、ISBN 978-4052046384）
- 「ぼくの名は」 - 名作転生 脇役ロマンスに収録（学研プラス、2017年、ISBN 978-4052046391）
- 「正しい玉手箱の使い方」 - 名作転生 主役コンプレックスに収録（学研プラス、2017年、ISBN 978-4052047206）

### その他
- 『大切ないのち、生まれたよ! 2　どうぶつの赤ちゃんフォトストーリー』（学研教育出版、2010年、ISBN 978-4055007207）
- 『動物園・赤ちゃん誕生物語』（東武動物公園監修、集英社、2016年、ISBN 978-4083213526）
- 『トリッククラブ キミは18の錯覚にだまされる!』あさひまち絵 集英社 2019
- 『真実を見極めろ!ウイルスパニック』あかね書房 2020
- 『失敗か成功か?運命の選択』あかね書房 2020
- 『大人も知らない!?偉人の実は…』小崎雄共著 文響社 2021
- 『3分間サバイバル つかみとれ!最高の結末』あかね書房 2021
- 『絶体絶命!危険生物の世界』あかね書房 2021
- 『つかみとれ!最高の結末』あかね書房 2021
- 『未来を変えろ!天才の発想』あかね書房 2022
- 『生還せよ!自然災害の脅威』あかね書房 2022
- 『有罪か無罪か?常識の死角』あかね書房 2022
- 『チャンスを生かせ!大富豪の一手』あかね書房 2022
- 『想像を超えろ!奇跡の決断』あかね書房 2023
- 『いきもの漢字事典 そんな感じで、こんな漢字になりました』稲垣栄洋, うかうか共著 文響社 2023
- 『突破せよ!難問の迷宮』あかね書房 2023